# Prvenstvo Kraljevine Jugoslavije u vaterpolu 1930.
Vaterpolsko prvenstvo Kraljevine Jugoslavije za 1930. godinu je šesti put zaredom osvojio Jug iz Dubrovnika.

## Završnica prvenstva
U završnicu prvenstva su se plasirala četiri prvaka plivačkih podsaveza:
- Bob Beograd - prvak Beogradskog plivačkog podsaveza
- Jug Dubrovnik - prvak Dubrovačkog plivačkog podsaveza
- Jadran Split - prvak Splitskog plivačkog podsaveza
- Viktorija Sušak - prvak Zagrebačkog plivačkog podsaveza

### Ljestvica
| mj | klub            | ut | pob | ner | por | gol+ | gol- | bod |
| -- | --------------- | -- | --- | --- | --- | ---- | ---- | --- |
| 1. | Jug Dubrovnik   | 3  | 3   | 0   | 0   | 18   | 2    | 6   |
| 2. | Jadran Split    | 3  | 1   | 1   | 1   | 4    | 6    | 3   |
| 3. | Bob Beograd     | 3  | 1   | 0   | 2   | 6    | 12   | 2   |
| 4. | Viktorija Sušak | 3  | 0   | 1   | 2   | 4    | 12   | 1   |

### Rezultati
| Jug - Jadran    | 4:1 |
| Bob - Viktorija | 5:2 |

| Jug - Bob          | 9:1 |
| Jadran - Viktorija | 2:2 |

| Jug - Viktorija | 5:0 |
| Jadran - Bob    | 1:0 |

## Poveznice
- Jugoslavenska vaterpolska prvenstva